# Spallanzania quadrimaculata
Spallanzania quadrimaculata är en tvåvingeart som beskrevs av Herting 1967. Spallanzania quadrimaculata ingår i släktet Spallanzania och familjen parasitflugor. Inga underarter finns listade i Catalogue of Life.